# Theater van Marcellus

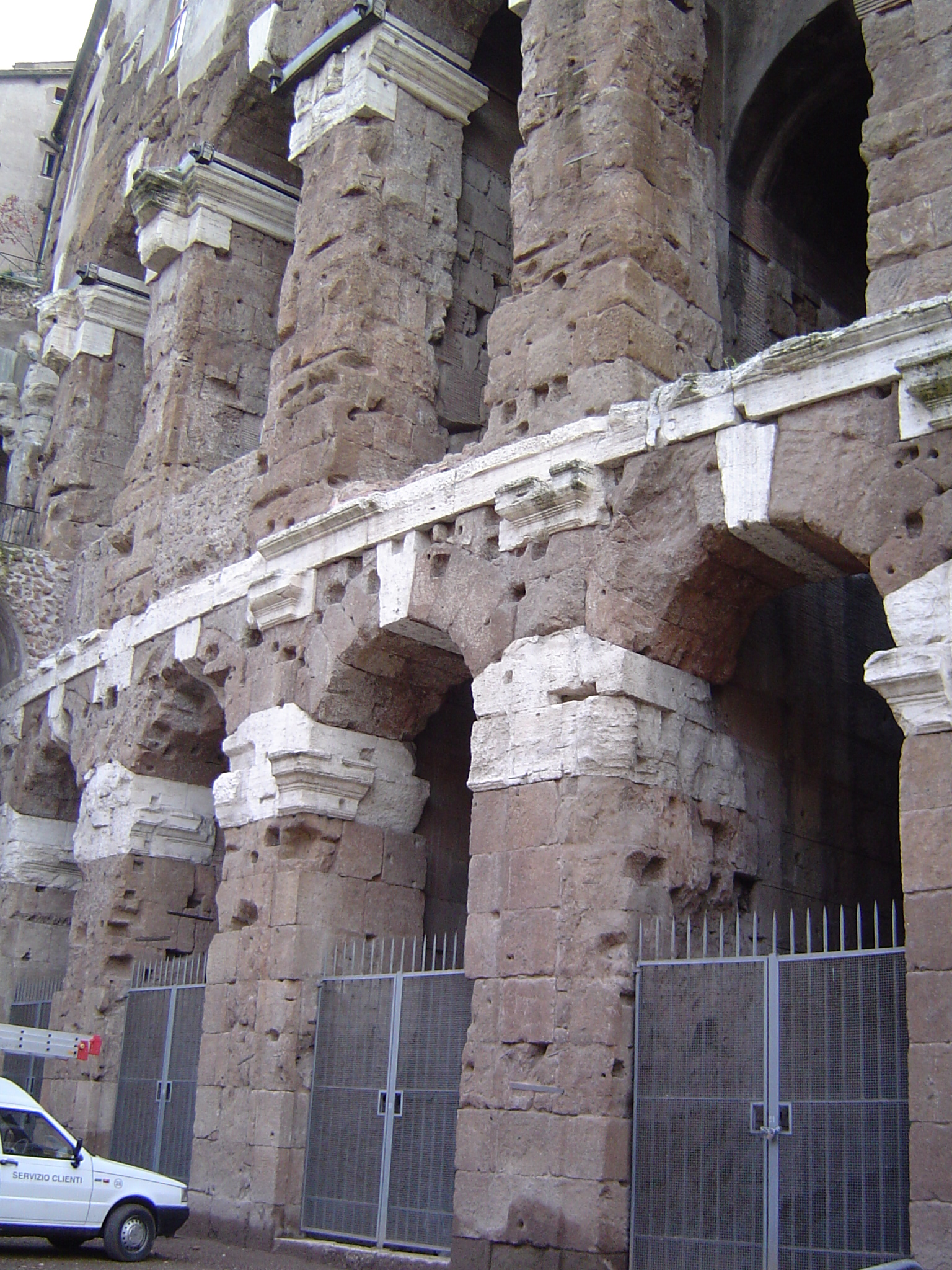
Detail van de arcaden van de binnenmuur

Het Theater van Marcellus (Latijn:Theatrum Marcelli) is een antiek theater in Rome, dat dateert uit de eerste eeuw v.Chr.

## De eerste theaters
Gedurende de bloeitijd van de Romeinse Republiek bestond er veel verzet (met name door de censoren) tegen de bouw van permanente, vaste theaters in steen zoals die in Griekenland bestonden. De strengheid van de conservatieve Romeinse zeden zag in theatervoorstellingen immers een bedreiging voor het zedelijke gehalte van de burgers. Enkel de oprichting van provisorische theatergebouwen in hout werd toegelaten.
Pas tegen het einde van de Republikeinse periode durfde de machtige generaal Pompeius het aan een eerste stenen theater te bouwen. Enkele tientallen jaren later verrezen ook het theater van Balbus en het theater van Marcellus, het enige dat in Rome nog te zien is, gelegen tussen het Capitool en de Tiber op de Campus Martius.

## Bouw
De bouw van het Theater van Marcellus begon al onder Julius Caesar, die het bouwterrein liet ontruimen, maar het theater werd pas voltooid in 11 v.Chr. onder Augustus, die het in 12 v.Chr. toewijdde aan de gedachtenis van zijn neef en schoonzoon Marcellus. De keuze voor het bouwterrein werd ingegeven door de nabijheid van de tempel van Apollo, ter ere van wie reeds vroeg in de Republikeinse periode religieuze spelen werden gehouden.

## Gebouw
Toen het halfronde theater in 11 v.Chr. klaar was, was het meer dan 30 meter hoog. De cavea had een diameter van 130 meter. Het theater bood plaats aan 14.000 toeschouwers, daarvan konden er 12.000 zitten. Het theater had 3 niveaus, en elk niveau had zijn eigen bouwstijl. Het eerste niveau was in de Dorische orde gebouwd, het 2e niveau in Ionische orde en de 3e in de Korinthische orde. Tegenwoordig zijn alleen restanten van de onderste twee verdiepingen te zien. Het theater was zeer luxueus ingericht. De gehele cavea was bekleed met marmer en het geheel was gebouwd uit cement, tufa en gewone stenen.

## Verval
Na de vervalperiode van de Republikeinse instellingen begaf het Romeinse theaterpubliek zich nog maar zelden naar voorstellingen van enig niveau. De blijspelen van Plautus en Terentius raakten uit de mode, en de werken van Seneca konden enkel een select publiek van intellectuele lezers boeien. De theatervoorstellingen bleven beperkt tot pantomime en korte genrestukjes die een bonte afwisseling boden van tragedie en komedie, van poëzie en muziek. Ook al bereikten sommige van deze producties enig niveau, meestal bleef de inhoud beperkt tot allerlei avontuurtjes, om in de smaak van een gemakzuchtig publiek te blijven.
Het waren de Romeinen zelf die begonnen aan de aftakeling van het theater van Marcellus. In 370 na Chr. nam men enkele grote steenblokken weg om de schade aan de nabijgelegen Pons Cestius te herstellen. Sindsdien ging de gestadige afbraak verder tot in de 12e eeuw, toen adellijke Romeinse families zich in de ruïnes kwamen verschansen tijdens hun strijd tegen pausen en keizers. Na 1400 kwam het gebouw in handen van de familie Savelli, en werd later weer gekocht door de Orsini die er in de 16e eeuw boven de tweede bogenrij een woonverdieping liet bouwen door de architect Baldassare Peruzzi.